# أديلسون باتيستا
أديلسون باتيستا (بالبرتغالية: Adílson Batista‏) (مواليد 16 مارس 1968) هو لاعب كرة قدم. يلعب مع منتخب البرازيل لكرة القدم منذ عام 1990.

## وصلات خارجية
- أديلسون باتيستا على موقع الاتحاد الدولي (مؤرشف)  (الإنجليزية)
- أديلسون باتيستا على موقع رابطة كرة القدم اليابانية للمحترفين (اليابانية)
- أديلسون باتيستا على موقع قاعدة بيانات كرة القدم.إي يو (الإنجليزية)
- أديلسون باتيستا على موقع ناشيونال فوتبول تيمز (الإنجليزية)
- أديلسون باتيستا على موقع Soccerway.com (الإنجليزية)
- أديلسون باتيستا على موقع عالم كرة القدم.نت (الإنجليزية)
- National Football Teams